# Slaviša Žungul
Slaviša Žungul (* 28. července 1954,  Požarevac) je bývalý jugoslávský fotbalista chorvatské národnosti, útočník.

## Fotbalová kariéra
V jugoslávské lize hrál za Hajduk Split, nastoupil ve 178 ligových utkáních, dal 82 gólů a s Hajdukem vyhrál dvakrát ligu a čtyřikrát pohár. Od roku 1979 působil v USA, kde se věnoval především indoor fotbalu. V Poháru mistrů evropských zemí nastoupil v 9 utkáních a dal 8 gólů, v Poháru vítězů pohárů nastoupil v 9 utkáních a dal 3 góly a v Poháru UEFA nastoupil ve 4 utkáních a dal 1 gól. Celkem za reprezentaci Jugoslávie nastoupil v letech 1974-1976 ve 14 utkáních. Byl členem jugoslávské reprezentace na Mistrovství Evropy ve fotbale 1976, kdy nastoupil ve 2 utkáních.

## Ligová bilance
| Ročník                            | Zápasy | Góly | Klub                   |
| --------------------------------- | ------ | ---- | ---------------------- |
| Jugoslávská Prva liga 1972/1973   | 7      | 0    | Hajduk Split           |
| Jugoslávská Prva liga 1973/1974   | 30     | 12   | Hajduk Split           |
| Jugoslávská Prva liga 1974/1975   | 33     | 15   | Hajduk Split           |
| Jugoslávská Prva liga 1975/1976   | 33     | 14   | Hajduk Split           |
| Jugoslávská Prva liga 1976/1977   | 30     | 14   | Hajduk Split           |
| Jugoslávská Prva liga 1977/1978   | 28     | 15   | Hajduk Split           |
| Jugoslávská Prva liga 1978/1979   | 17     | 12   | Hajduk Split           |
| MISL 1978/1979                    | 18     | 43   | New York Arrows        |
| MISL 1979/1980                    | 32     | 19   | New York Arrows        |
| MISL 1980/1981                    | 40     | 108  | New York Arrows        |
| MISL 1981/1982                    | 40     | 103  | New York Arrows        |
| MISL 1982/1983                    | 15     | 28   | New York Arrows        |
| MISL 1982/1983                    | 28     | 47   | Golden Bay Earthquakes |
| North American Soccer League 1983 | 22     | 16   | Golden Bay Earthquakes |
| MISL 1983/1984                    | 32     | 63   | Golden Bay Earthquakes |
| North American Soccer League 1984 | 24     | 20   | Golden Bay Earthquakes |
| MISL 1984/1985                    | 48     | 68   | San Diego Sockers      |
| MISL 1985/1986                    | 27     | 29   | San Diego Sockers      |
| MISL 1985/1986                    | 19     | 26   | Tacoma Stars           |
| MISL 1986/1987                    | 51     | 42   | Tacoma Stars           |
| MISL 1987/1988                    | 52     | 47   | Tacoma Stars           |
| MISL 1988/1989                    | 37     | 18   | San Diego Sockers      |
| MISL 1989/1990                    | 16     | 3    | San Diego Sockers      |
| CELKEM 1. jugoslávská liga        | 178    | 82   |                        |